# Кюрек
Кюрек — село в Табасаранском районе Республики Дагестан (Россия). Входит в Сельсовет Кужникский.

## География
Село Хараг расположено в 6,5 км к западу от районного центра — села Хучни, на севере граничит с селом Цантиль, на западе с селом Чурдаф.

## Население
| 1895 | 1926 | 1939 | 1970 | 1989 | 2002 | 2010 |
| ---- | ---- | ---- | ---- | ---- | ---- | ---- |
| 67   | ↘52  | ↗55  | ↘49  | ↗79  | ↗105 | ↘93  |
| 2021 |      |      |      |      |      |      |
| ↗121 |      |      |      |      |      |      |